# Championnat de France Pro A de tennis de table 2005-2006
Le Championnat de France de Pro A de tennis de table 2005-2006, le plus haut échelon national de championnat par équipe en France, s'est déroulé de septembre 2005 à  mai 2006. Pour la saison 2005/2006, 10 équipes officient en Pro A Masculine et Féminine; le titre est remporté par GV Hennebont TT chez les hommes, et par USO Mondeville TT chez les dames.
Navigation
Pro A 2004-2005 Pro A 2006-2007
| \| Levallois SC TT Angers SAG Cestas TT Hennebont Pontoise La Romagne Istres Sports Caen TTC SMEC Metz US Yport ACS Fontenay Beauchamp Saint-Berthevin Mondeville Reims Marmande Lys Lez Lannoy CP Évreux Gd-Quevilly Montpellier \| Localisation des clubs engagés dans le championnat. |
| Levallois SC TT Angers SAG Cestas TT Hennebont Pontoise La Romagne Istres Sports Caen TTC SMEC Metz US Yport ACS Fontenay Beauchamp Saint-Berthevin Mondeville Reims Marmande Lys Lez Lannoy CP Évreux Gd-Quevilly Montpellier                                                           |

## Championnat Masculin
Hennebont conserve son titre de Champion de France acquis l'année précédente dans un championnat où derrière eux, la compétition aura été disputée jusqu'à la dernière journée puisque deux points séparent la deuxième place de la septième et première place non-qualificative pour une Coupe d'Europe. Les girondins de Cestas perdent quatre places lors de la dernière journée. Angers termine vice-champion pour la première fois depuis son arrivée en Pro A/Superdivision en 2000. Istres crée la surprise du classement final en terminant sur le podium pour sa première saison dans l'élite. La Romagne et Argentan descendent en Pro B.

### Classement Général
| Rang | Équipe               | Pts | J  | V  | N | D  | F | Pp | Pc | Diff |
| ---- | -------------------- | --- | -- | -- | - | -- | - | -- | -- | ---- |
| 1    | GV Hennebont         | 48  | 18 | 14 | 2 | 2  | 0 | 66 | 28 | +38  |
| 2    | Angers Vaillante TT  | 40  | 18 | 9  | 4 | 5  | 0 | 57 | 52 | +5   |
| -    | Istres TT            | 40  | 18 | 9  | 4 | 5  | 0 | 55 | 40 | +15  |
| 4    | AS Pontoise-Cergy TT | 39  | 18 | 8  | 5 | 5  | 0 | 54 | 46 | +8   |
| 5    | Levallois SC         | 38  | 18 | 6  | 8 | 4  | 0 | 55 | 43 | +12  |
| -    | SMEC Metz            | 38  | 18 | 8  | 4 | 6  | 0 | 49 | 45 | +4   |
| -    | SAG Cestas           | 38  | 18 | 7  | 6 | 5  | 0 | 54 | 52 | +2   |
| 8    | Saint Denis US 93 TT | 32  | 18 | 5  | 4 | 9  | 0 | 45 | 56 | -11  |
| 9    | SS La Romagne        | 29  | 18 | 4  | 3 | 11 | 0 | 36 | 56 | -20  |
| 10   | Argentan Bayard      | 20  | 18 | 0  | 2 | 16 | 0 | 22 | 70 | -48  |

- La GV Hennebont remporte son deuxième titre de champion de France[2].

## Championnat Féminin
Mondeville remporte sa 3e couronne consécutive en réalisant une nouvelle saison énorme avec 52 points pris sur les 54 points possibles. Fontenay-sous-Bois et Bordeaux, auteur d'une saison noire avec 17 défaites en autant de matchs disputés (le match entre les deux relégués a été annulé et les franciliens ont laissé la victoire aux girondins), descendent en Pro B.
| Pl | Équipes                          | Pts | J  | V  | N | D  |
| -- | -------------------------------- | --- | -- | -- | - | -- |
| 1  | USO Mondeville TT                | 52  | 18 | 16 | 2 | 0  |
| 2  | Montpellier TT                   | 49  | 18 | 15 | 1 | 2  |
| 3  | CP Lys-lez-Lannoy                | 41  | 18 | 10 | 3 | 5  |
| 4  | Évreux ÉC                        | 39  | 18 | 8  | 5 | 5  |
| 5  | US Saint Berthevin/Saint Loup TT | 35  | 18 | 5  | 7 | 6  |
| 6  | ALCL Grand-Quevilly              | 34  | 18 | 5  | 6 | 7  |
| 7  | TT Joué-lès-Tours                | 32  | 18 | 4  | 6 | 8  |
| 8  | Beauchamp CTT                    | 32  | 18 | 5  | 4 | 9  |
| 9  | ACS Fontenay-sous-Bois           | 25  | 18 | 3  | 2 | 13 |
| 10 | CAM Bordeaux                     | 20  | 18 | 1  | 0 | 17 |

- Les deux équipes étant déjà condamnées à la Pro B, Fontenay a déclaré forfait pour l'organisation du match de la dernière journée. Bordeaux gagne son unique match de la saison sur tapis vert.